# Bien (économie)
Pour les articles homonymes, voir Bien.

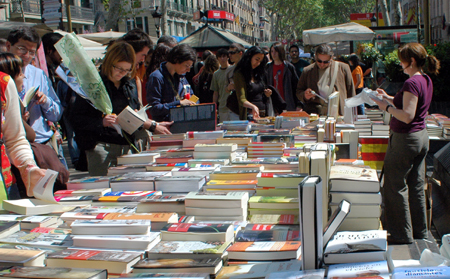
Diada de Sant Jordi en 2007. Défilés pour la vente de Livres.

Un bien est une chose utilisable pour combler un besoin fondamental ou un désir. Il est matériel étant une chose concrète et physiquement tangible, ou il est immatériel étant une chose intangible. En général, par abus de langage on parlera de bien et service pour différencier des biens matériels (tangibles) des biens immatériels (intangibles) parmi lesquels on note le service qui est « intangible ». Alors, en microéconomie, la notion de bien peut recouvrir les deux notions de bien et de service.
Un bien peut faire l'objet d'un usage ou d'une appropriation par un individu ou une collectivité. Les modalités de cet usage ou de cette appropriation sont régies par le droit.

## La notion de Bien dans son acception économique
Une première différenciation entre les biens que nous venons d'évoquer concerne la démarche économique qui cherche à les analyser.

### Les biens en comptabilité

#### Généralités
Historiquement, c'est la comptabilité qui développe un modèle (très rudimentaire à l'origine) pour l'enregistrement des biens matériels que les hommes possèdent. L'idée est toujours celle de la mesure de la richesse d'un individu à partir de la diversité et de la quantité des objets qu'il possède. La gestion des biens acquis et vendus sous un compte appelé « stock » montre que le substrat matériel est nécessaire. En fait, c'est la démarche comptable qui ne cherche pas à décrire fidèlement les biens présents dans l'économie : la quête de la valeur ajoutée n'a nullement besoin d'une autre distinction. Elle a toutefois le mérite de séparer clairement les biens facteurs de production d'une entreprise (ou input en anglais) de ses biens produits (ou output en anglais).

#### Comptabilité nationale
La comptabilité nationale, née seulement au milieu du XXe siècle, a une vision dualiste des biens économiques: les tableaux économiques séparent les produits de l’économie en biens, qui sont matériels, et en services, qui sont immatériels. Cette distinction a là encore un but comptable : la séparation bien/service s'adapte avec les trois secteurs de l'économie : primaire et secondaire d'une part, tertiaire d'autre part. On comprend que l'on veuille savoir au sein d'un système économique d'où provient la majorité de la valeur ajoutée constituante du PIB.
Cette distinction, intuitive et souvent vue comme ultime, n'est en réalité pas retenue en économie appliquée.

### Les biens en microéconomie
La microéconomie regorge des définitions pour savoir ce qu'est un bien. Nous essaierons simplement de synthétiser les différents apports.

#### Du besoin économique au bien de consommation
L'existence d'un bien économique répond toujours à un besoin d'un ou de plusieurs individus de l’économie. Dans ce cadre, on nomme l'individu consommateur ou son groupe ménage : l'assouvissement de ces besoins est procuré par la consommation d'un bien appelé simplement bien de consommation. Ce type de bien s'oppose à bien de production, utilisé dans un processus de fabrication (voir ci-dessous), mais la distinction est parfois absconse (un composant électronique diffère selon qu'il est vendu à un consommateur ou à une entreprise d'électroménager, par exemple une ampoule LED). Le bien de consommation est souvent en quantité abondante ou au moins supérieure à 1. Dans le cas contraire, on parle de bien non reproductible (ex : une œuvre d'art).
Il est également convenu que chaque bien économique constitue un marché propre, c'est-à-dire qu'il existe une demande et une offre pour ce bien équilibrée par un prix strictement supérieur à 0. Les biens économiques s'opposent en ce sens aux biens libres, que l'on trouve gratuitement et en abondance (comme le soleil, l'air, l'eau dans certaines régions). En réalité les biens libres ne répondent pas aux forces du marché car ils sont naturellement en équilibre (le soleil et la lune nous éclairent tour à tour sans contrainte). Mais un jour ils peuvent devenir biens de consommation et répondre à la logique d'un marché, à titre d'exemple pessimiste, l'air s'il devient trop pollué.
Les deux dernières distinctions sont hors du champ d'analyse standard.

#### Théorie du consommateur
Un bien de consommation étant défini, la théorie conduit à la formulation par le consommateur d'une demande positiveet non nulle pour ce bien : il s'agit de la quantité désirée pour un prix donné. On suppose que les biens sont divisibles, c'est-à-dire que leurs quantités décrivent l'ensemble des nombres continus (ensemble {\displaystyle \mathbb {R} }) et pas seulement les entiers naturels (ensemble {\displaystyle \mathbb {N} }). Cela peut parfois poser des problèmes car tous les biens ne sont pas divisibles (on ne peut pas avoir 1,56 automobile), mais pour simplifier, on étend le domaine de définition des quantités sur l'ensemble continu que l'on ramène après l'avoir étudié à un ensemble discret.
On dit qu'un bien est typique si, quand le prix du bien augmente, le consommateur en demande une quantité moindre, cela se traduit par une élasticité-prix négative. On dit que le bien est a-typique si, quand le prix du bien augmente, le consommateur en demande une plus grande quantité (ex : un bien de luxe, tel un parfum ou une montre en or), cela se traduit par une élasticité-prix positive.
On dit qu'un bien est normal si, à prix constant, quand les revenus du consommateur augmentent, il désire acheter plus de ce bien, cela se traduit par une élasticité-revenu positive. On dit que le bien est inférieur si, quand les revenus augmentent, le consommateur veut en acheter moins, cela se traduit par une élasticité-revenu négative.
Le consommateur ne se contente pas d'un seul bien: supposons qu'il en existe au moins un deuxième. Les deux biens que nous désignons par bien 1 et bien 2 peuvent avoir une certaine substituabilité c'est-à-dire que leurs quantités sont liées pour ce consommateur. Si quand le prix du bien 2 augmente, le consommateur réduit sa demande en bien 1, on dit que les biens sont des biens complémentaires, cela se traduit par une élasticité-prix croisée négative. Si quand le prix du bien 2 augmente, le consommateur augmente sa demande en bien 1, on dit que les biens sont des biens substituables. Cela se traduit par une élasticité-prix croisée positive.
Ces six appellations n'ont qu'une portée didactique, la réalité est tout autre et combine des effets variés (effet de revenu, effet de substitution, effet King, effet Giffen, effet Veblen). Le calcul précis des élasticités permet de détailler ces phénomènes.

#### Théorie du producteur
La théorie du consommateur ne précise pas vraiment d'où proviennent les biens de consommations: soit ils sont déjà présents dans l'économie soit ils sont produits par une firme.
Le schéma de la firme est assez simple, elle utilise des facteurs (ou inputs) qui sont souvent résumés par le seul travail, mais qui peuvent aussi être d'autres biens de production. On appelle capital toute machine ou instrument utilisé dans le processus de production et qui n'est pas détruit. On appelle bien consomptible un bien qui au cours du processus de production est entièrement détruit (ex : l'essence utilisée pour faire tourner une machine). La production du bien final par l'entreprise (dite output) est alors représentée par une fonction de production, combinaison d'au moins un de ces trois facteurs : {\displaystyle Q=f(L,K,F)} où Q est le bien produit, L le travail (pour labour en anglais), K le capital et F le bien fongible.

#### Typologie de Samuelson à Ostrom
Dans un premier temps, à partir de Paul Samuelson, puis Musgrave et Buchanan, est proposée une classification théorique très simple des biens économiques, en comparant deux principes.
- Le principe de rivalité : plusieurs agents économiques ne peuvent pas utiliser simultanément le même bien (il est alors rival).
- Le principe d'exclusion : l'usage du bien par un agent économique peut toujours être empêché (il est alors exclusif ou excluable).

En combinant ces deux principes on obtient deux dénominations élémentaires :
|           | Exclusif            | Non-exclusif         |
| --------- | ------------------- | -------------------- |
| Rival     | Bien privatif pur   | Bien collectif impur |
| Non-rival | Bien privatif impur | Bien collectif pur   |

Mais la microéconomie a développé de nombreuses théories concernant ces biens et elle a plus volontiers recours à une dénomination simplifiée, par abus de langage :
|           | Exclusif   | Non-exclusif |
| --------- | ---------- | ------------ |
| Rival     | Bien privé | Bien commun  |
| Non-rival | Bien club  | Bien public  |

Puis Elinor Ostrom et Vincent Ostrom [1977] puis E.Ostrom [2005] ont fait évoluer ces typologies :
1. il ne s'agit plus de « biens » mais de « ressources » (car tous n'ont pas vocation à être vendus/achetés, c'est d'abord une valeur d'usage ou sociale qui importe) ;
2. il ne s'agit plus de critères binaires, mais de gradients (au lieu d'un critère « exclusivité/non-exclusivité », une plus ou moins grande difficulté à exclure quelqu'un de l'accès à une ressource) ;
3. le critère de « rivalité » devient celui de « soustractibilité » (subtractibility) car l'enjeu n'est pas de gagner une compétition mais le fait que plusieurs personnes ne puissent utiliser conjointement la ressource même si elles le désirent.

|                         | Forte excluabilité              | Faible excluabilité                                         |
| ----------------------- | ------------------------------- | ----------------------------------------------------------- |
| Forte soustractabilité  | biens privés (private goods)    | système de ressources communes (CPR: common-pool resources) |
| Faible soustractabilité | Biens de club (toll/club goods) | biens publics (public goods)                                |

### Les biens en macroéconomie
L'essence même de la macroéconomie est l'agrégation. Elle synthétise alors tous les biens existants comme un seul et unique bien fictif et recourt rarement à la distinction de la comptabilité nationale. Par constructions successives, on peut tout à fait affiner un modèle macroéconomique et introduire n groupes de biens jusqu'à retomber sur la précision microéconomique.

#### Modèle IS-LM
Par définition, le modèle IS-LM décrit une économie fermée, c'est-à-dire n'échangeant pas avec le reste du monde. Il existe dans cette économie un stock initial de biens économiques appelé capital initial et noté {\displaystyle K_{0}}. Hérité du passé, ce capital est directement utilisé par les entreprises (souvent agrégées en une firme monopolistique) où combiné au travail des salariés noté {\displaystyle N} il permet de produire une quantité {\displaystyle Y} de biens économiques. Il s'agit de la transformation standard par la fonction de production de l'économie qui s'écrit : {\displaystyle Y=g(K_{0},N)}. Comme le capital initial est donné, il ne varie pas. La relation précédente peut être résumée par: {\displaystyle Y=f(N)}.
Le bien produit qui constitue l'offre est alors vendu sur son marché face à une demande tripartite :
1. Les ménages de l'économie veulent consommer une quantité {\displaystyle C} de ce bien qui est donc un bien de consommation.
2. Le gouvernement achète pour l'optimalité de l'économie une quantité {\displaystyle G} de ce bien qui est aussi un bien public.
3. Les entreprises veulent elles aussi réutiliser une partie pour la production future. Elles en demandent une quantité {\displaystyle I}, le bien est donc aussi un bien d'investissement.

Il s'agit de la démonstration intuitive de l'équation définissant la courbe IS représentative du marché des biens : {\displaystyle Y=C+I+G}. Comme il s'agit d'un marché unique le bien est vendu au même prix pour tous noté {\displaystyle P}. Cet argument n'est pas dénué de sens. Pour un pays européen, ce prix peut par exemple être l'IPCH (indice des prix à la consommation harmonisé). Pour les États-Unis, on peut penser au PPI (Producer Price Index (en)) qui remonte jusqu'en 1891.
Le modèle contient aussi trois autres biens tout à fait singuliers qu'il convient de mentionner :
- La monnaie est un second bien, offert par la banque centrale (donc le gouvernement) et destiné aux ménages et aux entreprises: elle permet la simplification des échanges dans la mesure où les biens ont des natures diverses. Il est vrai qu'ici il s'agit d'un paradoxe, car pour le bien unique tel qu'il est défini, échanger des quantités ne poserait pas vraiment de problèmes, mais l'agrégation des biens ne correspond qu'à une image et la monnaie reste un bien économique particulier. Dans la mesure où la monnaie devient une unité de compte, son prix est posé égal à 1 et son offre est rigide.
- Le titre financier est un troisième bien qui est souvent synthétisé par une obligation courte négociée sur son marché au prix {\displaystyle R} appelé taux d'intérêt (rate of interest en anglais). Une somme d'argent (de monnaie) S placée aujourd'hui rapportera (1+R)S euros à la période suivante. Dans le modèle, les ménages arbitrent entre détenir de la monnaie non rémunérée et détenir ce titre (épargner) ce qui influe sur les variables économiques. On peut tout à fait introduire d'autres titres financiers comme les actions.
- Le travail enfin est un bien qui se négocie sur un marché au prix {\displaystyle W} (le salaire, wage en anglais). Comme pour la monnaie, l'offre de travail est considérée comme rigide : c'est le nombre maximum de travailleurs de l'économie.

, est le traitement de ses utilités relatives, c'est-à-dire la consommation de ressources rares ou non, qui lui permettent de maintenir son existence et son projet, dans un environnement déterminé et en évolution ; ceci entraîne la production de « déchets » divers qui sont autant de ressources pour d'autres éléments-systèmes de cet environnement.
La question de l'équilibre de ce système et celle de son environnement sont donc vitales et complexes, donc jamais garanties. Ainsi, l'économie devient l'étude des économies réelles, celle des systèmes existants, dont principalement les êtres humains et leurs diverses formes de société.
La question de la rareté intervient alors comme facteur de problème dans de nombreux cas, mais pas toujours.